# 竜圩区
竜圩区（りゅうきょ-く）は中華人民共和国広西チワン族自治区梧州市に位置する市轄区。2013年に蒼梧県の一部を分離して設立された。

## 行政区画
- 鎮:竜圩鎮、大坡鎮、広平鎮、新地鎮